# Franz Koppelhuber
Franz Koppelhuber (* 1885 in Steyr; † 1965 ebenda) war ein österreichischer Architekt und Bildhauer.

## Leben

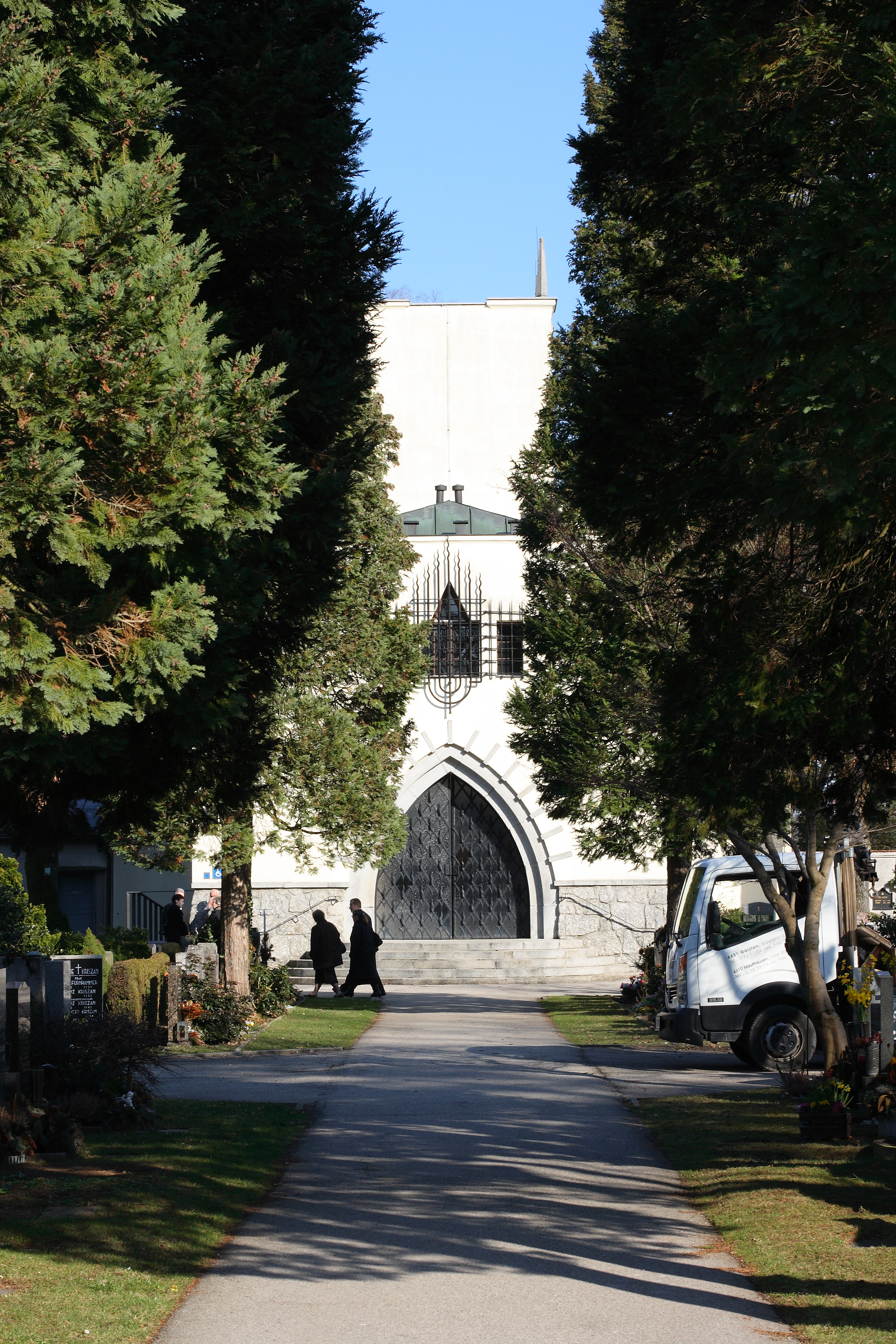
Krematorium am Städtischen Urnenfriedhof

In den 1920er Jahren fertigte er gemeinsam mit Hans Pontiller für den Garten des Neuen Herrenhauses im Sensenwerk Schmiedleithen (Gemeinde Grünburg) am Ort mehrere teils figurengezierte Wasserbecken. Er adaptierte 1923 die Steyrer Industriehalle für die vom Verein Arbeiterheim gegründete Volkskino Gesellschaft. Beginn des Kinobetriebs war 1923. In den Jahren 1926/27 wurde das Steyrer Krematorium nach seinen Plänen erbaut, Eröffnung war 1927. Im gleichen Jahr errichtete er gemeinsam mit Paul Theer Gebäude für das Strandbad Klagenfurt. Sein Kriegerdenkmal für die Gefallenen des Ersten Weltkrieges an der Stadtpfarrkirche Steyr wurde 1933 enthüllt, die über den Namenstafeln angebrachte Bronzefigur des Erzengels Michael ist ein Entwurf Josef Franz Riedels, die Herstellung übernahm Adolf Wagner von der Mühl (1884–1962). Im Entwurf Koppelhubers war ursprünglich eine Marienfigur vorgesehen. Seit 1982 erinnert ein vor dem Denkmal aufgestellter Kubus des lokalen Steinmetzes Helmut Buric auch an die Opfer des Zweiten Weltkrieges. Ab 1954 war Koppelhuber Architekt des Sensenhammers mit Zubau der Petermandlschen Messersammlung hinter dem Innerberger Stadel (Heimathaus Steyr, heute Museum der Stadt Steyr). Dies geschah nach Plänen des Sensengewerken Josef Zeitlinger aus Leonstein, der den Sensenhammer zur Verfügung gestellt hatte. 1957 wurden Sensenhammer und Messersammlung eröffnet.

## Galerie

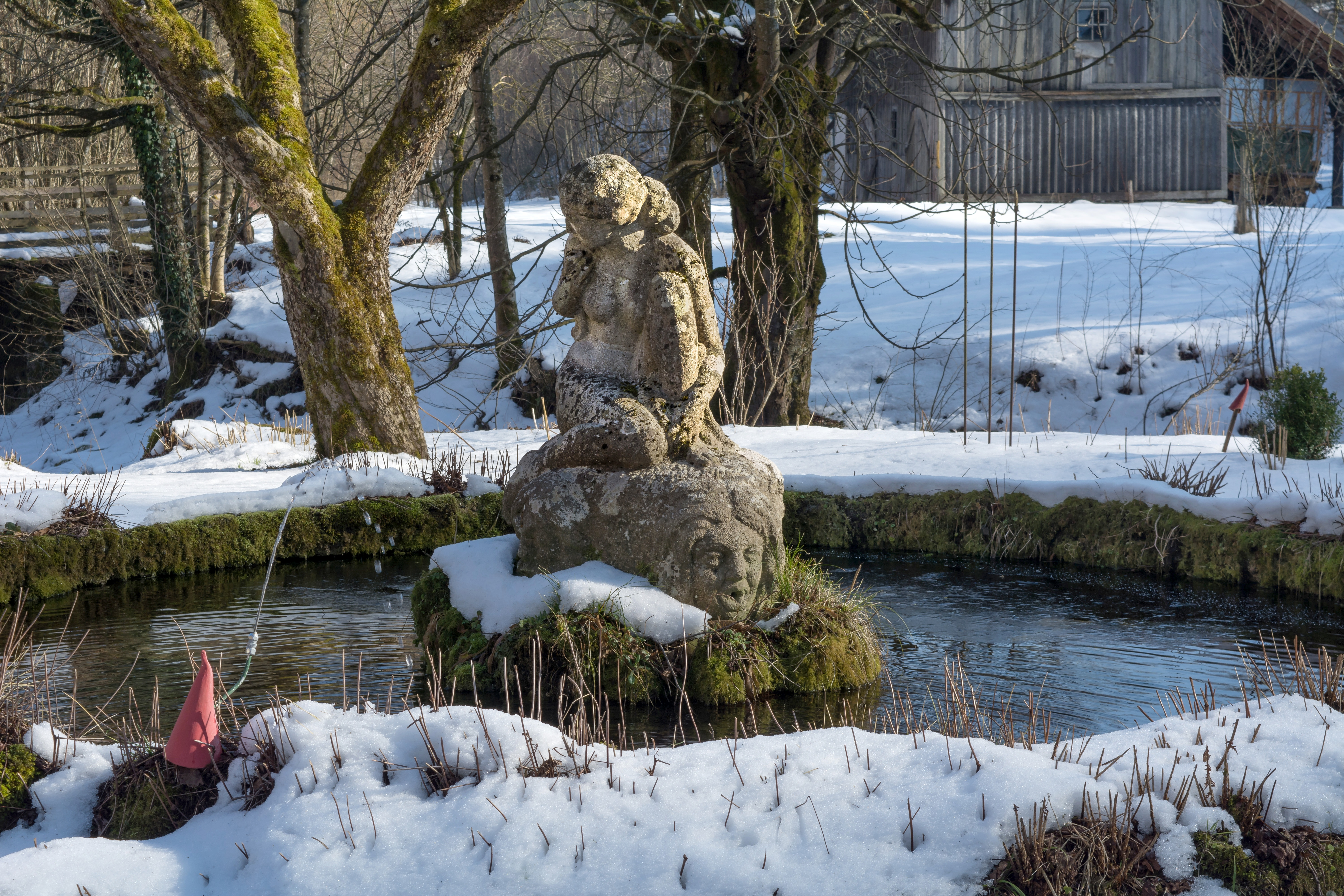
Figurengeziertes Wasserbecken in Grünburg, Schmiedleithen
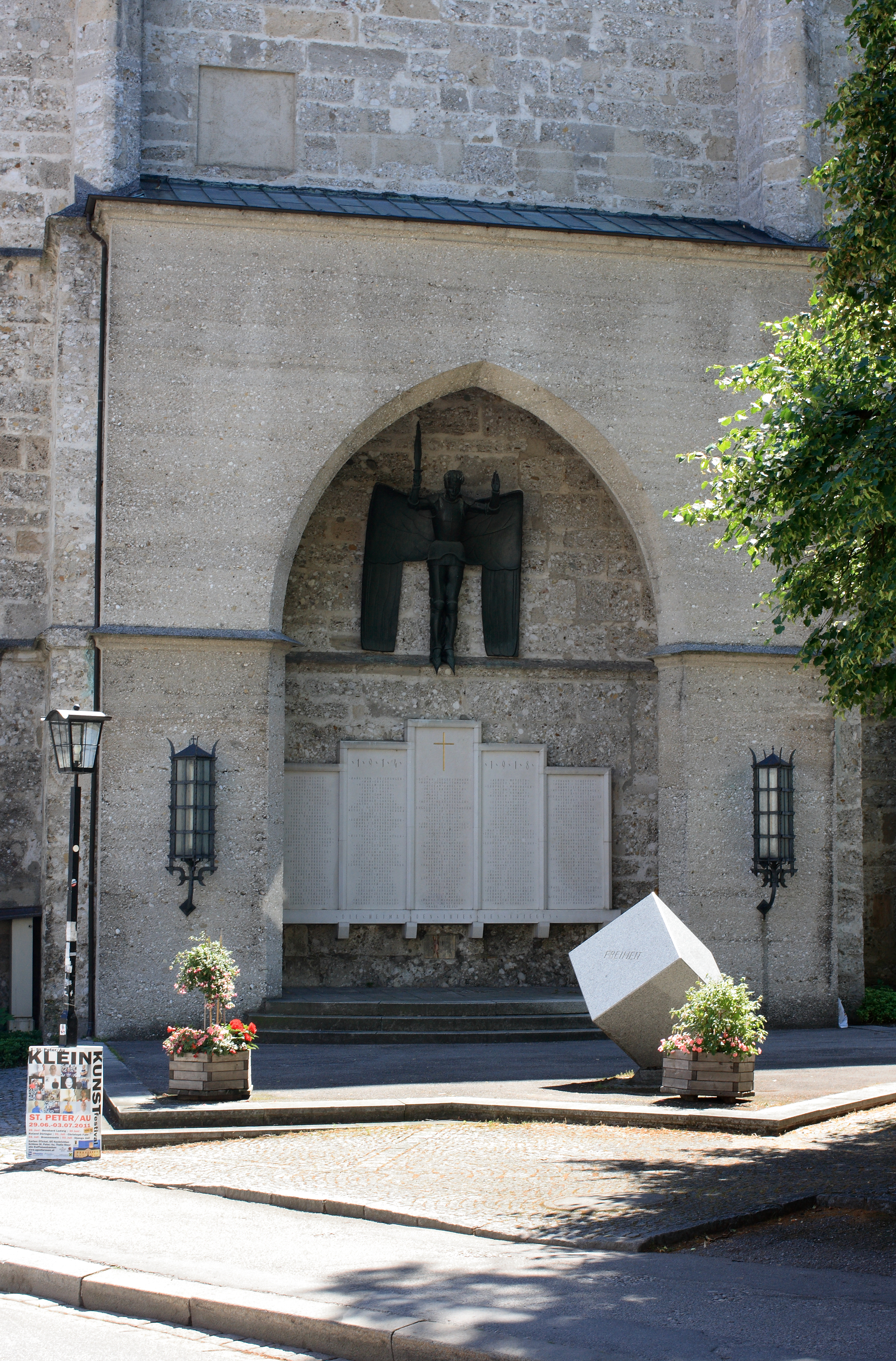
Kriegerdenkmal an der Steyrer Stadtpfarrkirche
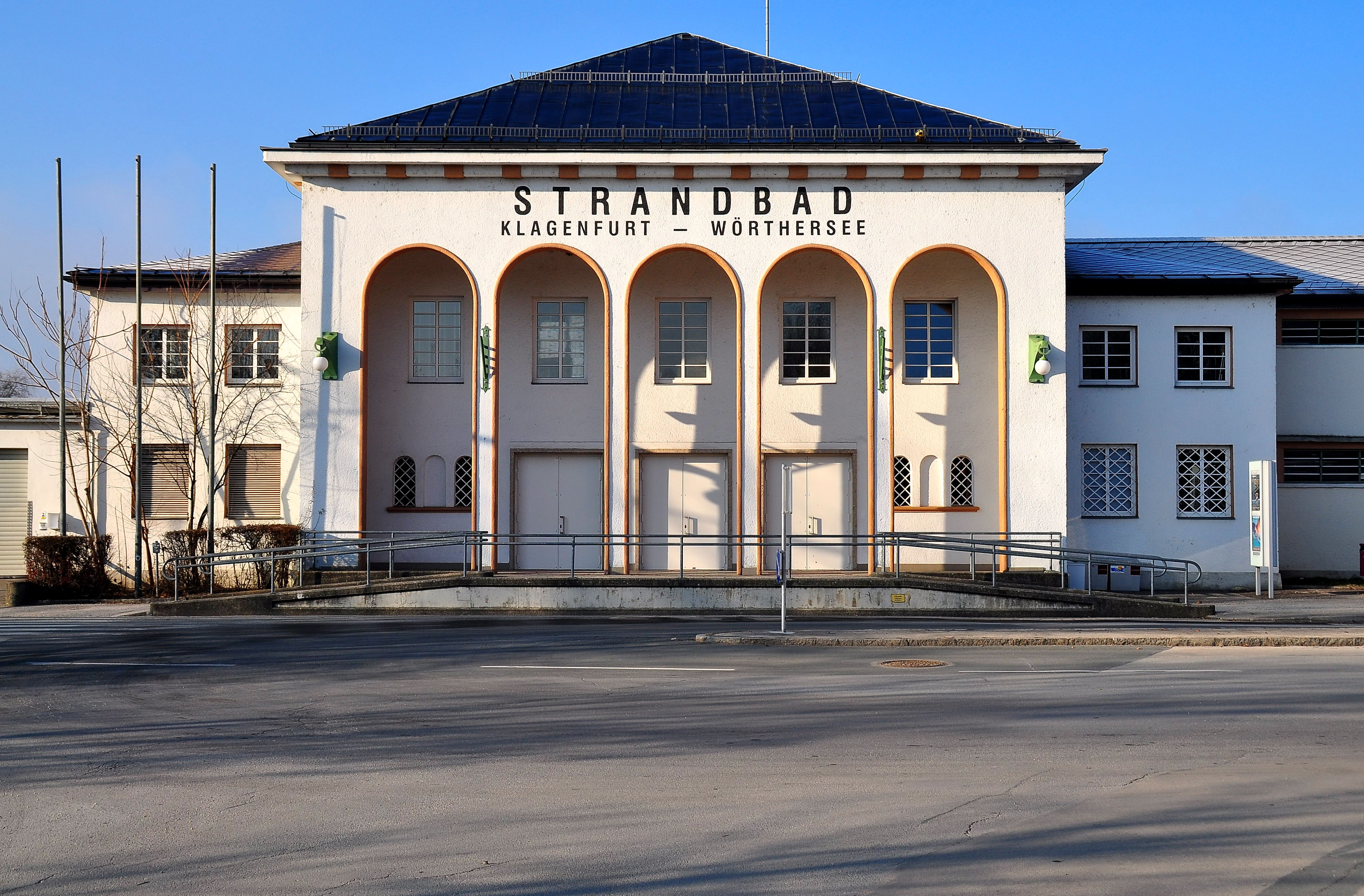
Strandbad Klagenfurt, Eingangsgebäude
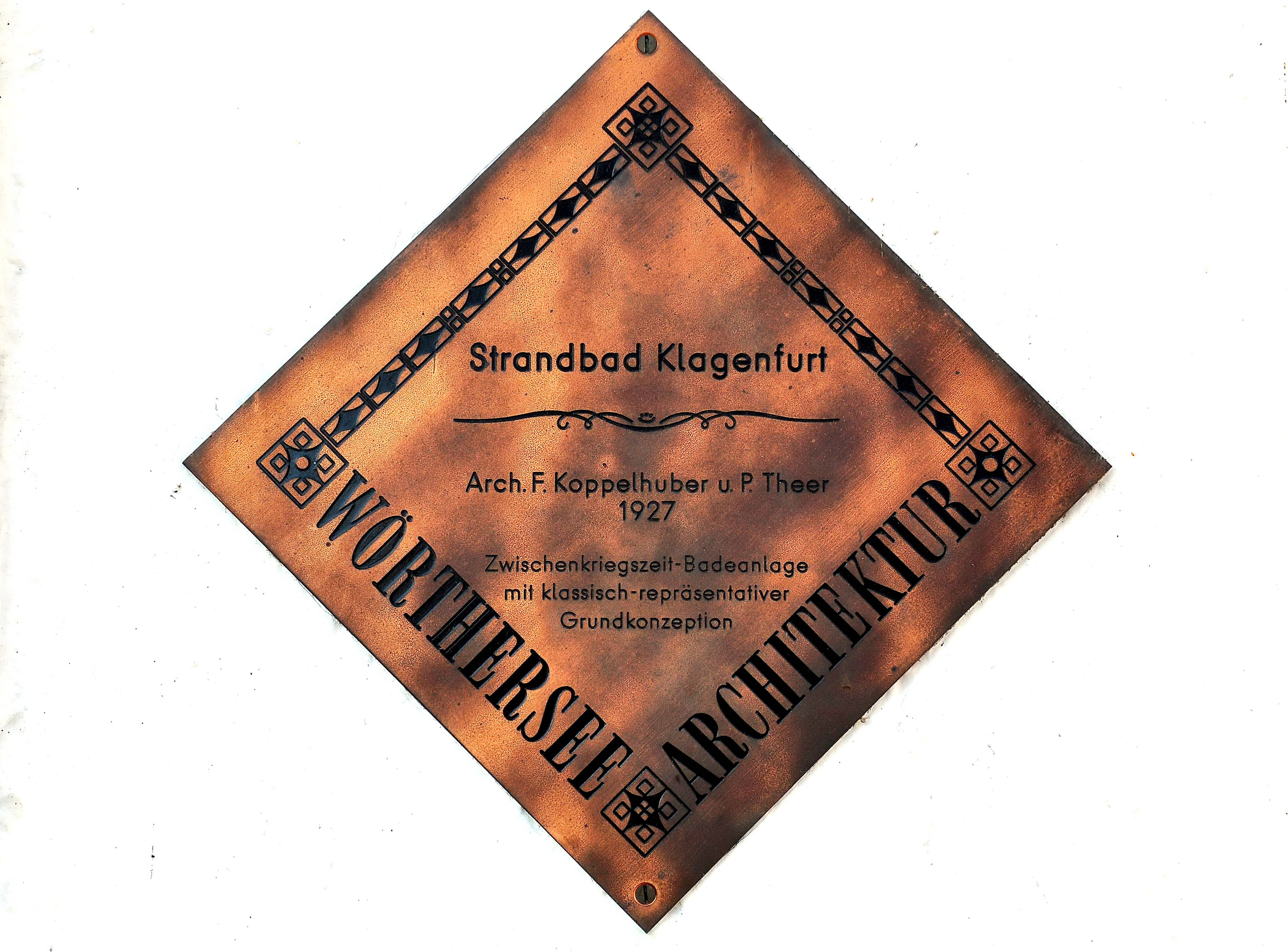
Plakette am Strandbad Klagenfurt mit namentlicher Nennung Franz Koppelhubers